# Le Comte de Monte Cristo (televisieserie)
Le Comte de Monte Cristo is een Franse miniserie van TF1 uit 1998, gebaseerd op de roman De graaf van Monte-Cristo. De serie werd geregisseerd door Josée Dayan. De hoofdrollen worden vertolkt door Gérard Depardieu, Ornella Muti en Jean Rochefort.

## Verhaal
Edmond Dantès, een jonge zeeman, krijgt van de verbannen keizer Napoleon de opdracht om een brief af te leveren bij een handlanger op het vasteland, maar dat weet Dantès zelf niet. Zijn vriend Fernand, die jaloers op Edmond is, besluit een anonieme brief te sturen naar het hoofd van het magistraat, Gérard de Villefort. Hoewel Edmond officieel niets kan worden aangerekend omdat hij niets over de inhoud van de brief wist, laat Villefort hem toch oppakken voor verraad. Dit omdat Villefort de geadresseerde herkende als zijn vader en hij zichzelf en zijn familie er buiten wil houden. Edmond wordt opgesloten in de gevangenis Château d'If. Daar ontmoet hij abbé Faria, een medegevangene van wie iedereen denkt dat hij gek is. Faria vertelt Edmond over een grote geldschat die verborgen is op een klein eiland.
Na jaren in de gevangenis sterft Faria. Edmond ontsnapt door zich in de lijkzak van Faria te verstoppen. Eenmaal ontsnapt, vindt hij de schat en gebruikt hij zijn nieuwe rijkdom om een andere identiteit te kunnen aannemen en zo wraak te nemen op iedereen die hem onrecht heeft aangedaan.

## Rolbezetting
- Gérard Depardieu - Edmond Dantès
- Ornella Muti - Mercedès Iguanada
- Jean Rochefort - Fernand Mondego
- Pierre Arditi - Gérard de Villefort
- Georges Moustaki - abbé Faria
- Guillaume Depardieu - jonge Edmond
- Naike Rivelli - jonge Mercedès
- Julie Depardieu - Valentine de Villefort

## Verschillen met het boek
Zoals bij veel verfilmingen van de graaf van Monte Cristo worden in deze serie Edmond en zijn verloofde Mercedes aan het eind van het verhaal herenigd, terwijl dit in het boek niet gebeurt.

## Prijzen
In 1999 won de miniserie twee 7 d'Ors:
- Beste acteur – fictie (Gérard Depardieu)
- Beste film voor televisie (Jean-Pierre Guérin, Josée Dayan)